# Selver x TalTech
Selver x TalTech (lub Selver/TalTech) – estońska drużyna siatkarska powstała w 2022 roku w wyniku połączenia klubów Selver Tallinn oraz TalTech Volleyball. Dwukrotnie zdobyła mistrzostwo Estonii (2022, 2023) oraz raz triumfowała w lidze bałtyckiej (2023).
Swoje mecze domowe rozgrywa w hali sportowej Uniwersytetu Technicznego w Tallinnie (est. Tallinna Tehnikaülikooli spordihoone).

## Historia
Drużyna Selver x TalTech powstała w maju 2022 roku w wyniku połączenia klubów Selver Tallinn oraz TalTech Volleyball. Celem fuzji było stworzenie silnej drużyny odgrywającej czołową rolę w estońskiej siatkówce oraz zbudowanie mocnej struktury obejmującej również drużynę kobiecą oraz szkolenie młodzieży.
Oba kluby miały na koncie liczne sukcesy. Selver Tallinn, założony w 2000 roku pod nazwą Audentese VK, zdobył siedem tytułów mistrza ligi bałtyckiej, dziewięć mistrzostw Estonii oraz siedem krajowych pucharów. TalTech Volleyball, powstały w 2008 roku jako TTÜ VK, działał jako drużyna Uniwersytetu Technicznego w Tallinnie. W swojej historii sięgnął po mistrzostwo ligi bałtyckiej w 2013 roku oraz krajowy puchar w 2014 roku. Oba kluby występowały w europejskich pucharach.
Trenerem drużyny został dotychczasowy szkoleniowiec Selvera – Andres Toobal. W sezonie 2022/2023 zespół zdobył mistrzostwo Estonii i doszedł do finału Pucharu Estonii. W kolejnym sezonie obronił tytuł mistrzowski, zwyciężył w lidze bałtyckiej i ponownie dotarł do finału krajowego pucharu.
W sezonie 2024/2025 Selver x TalTech zgłosił się do eliminacji Ligi Mistrzów, w których przegrał w 1. rundzie dwumecz z holenderskim zepsołem Orion Stars. Rywalizację w europejskich rozgrywkach kontynuował w Pucharze CEV, w którym dotarł do 1/8 finału i przegrał z rumuńskim CSM Corona Brașov. W lidze bałtyckiej zajął ostatnie, 7. miejsce, a w mistrzostwach Estonii – 4. miejsce.
Po nieudanym sezonie Andresa Toobala zastąpił Avo Keel, który był trenerem Selvera w latach 2005–2014.

## Osiągnięcia
- Mistrzostwa Estonii:
  -  1. miejsce (2x): 2023, 2024
- Puchar Estonii:
  -  2. miejsce (2x): 2022, 2023
- Liga bałtycka:
  -  1. miejsce: 2024

## Bilans sezonów
| Sezon                             | Rozgrywki ligowe    | Rozgrywki ligowe | Puchar   | Liga bałtycka |
| Sezon                             | Poziom              | Miejsce          | Puchar   | Liga bałtycka |
| --------------------------------- | ------------------- | ---------------- | -------- | ------------- |
| 2022/2023                         | Mistrzostwa Estonii | 1/4              | finał    | 5/7           |
| 2023/2024                         | Mistrzostwa Estonii | 1/4              | finał    | 1/8           |
| 2024/2025                         | Mistrzostwa Estonii | 4/4              | półfinał | 7/7           |
| Poziom rozgrywek: pierwszy poziom |                     |                  |          |               |

Źródło: 

## Udział w europejskich pucharach
| Sezon     | Rozgrywki     | Osiągnięcie           |
| --------- | ------------- | --------------------- |
| 2024/2025 | Liga Mistrzów | 1. runda eliminacyjna |
| 2024/2025 | Puchar CEV    | 1/8 finału            |
| Źródło:   |               |                       |

## Trenerzy
| Okres     | Imię i nazwisko |
| --------- | --------------- |
| 2022–2025 | Andres Toobal   |
| 2025–     | Avo Keel        |